# 微波通信

Atmospheric attenuation of microwaves in dry air with a precipitable water vapor level of 0.001 mm. 图中的向下尖峰代表被吸收最多的频率

微波通信是指一种综合技术，将信号以频率在0.3 GHz 至300 GHz的微波作为载体传输。 部分被称作毫米波的微波辐射非常容易被大气层（特别是潮湿的天气）衰减。

## 特征
- 适合通过信道实现无障碍传输
- 提供良好的带宽
- 根据选择的频率不同将会不同程度受到雨雪、蒸汽、灰尘、云、雾的影响 (参看雨衰减)

## 用途
- 用于回程干线在蜂窝网络中的通讯方式。被用作BTS-BSC与BSC-MSC的链路。
- 作为与通訊衛星通信的方式。
- 用作电视信号、携带电话等无线通信设备的通讯。

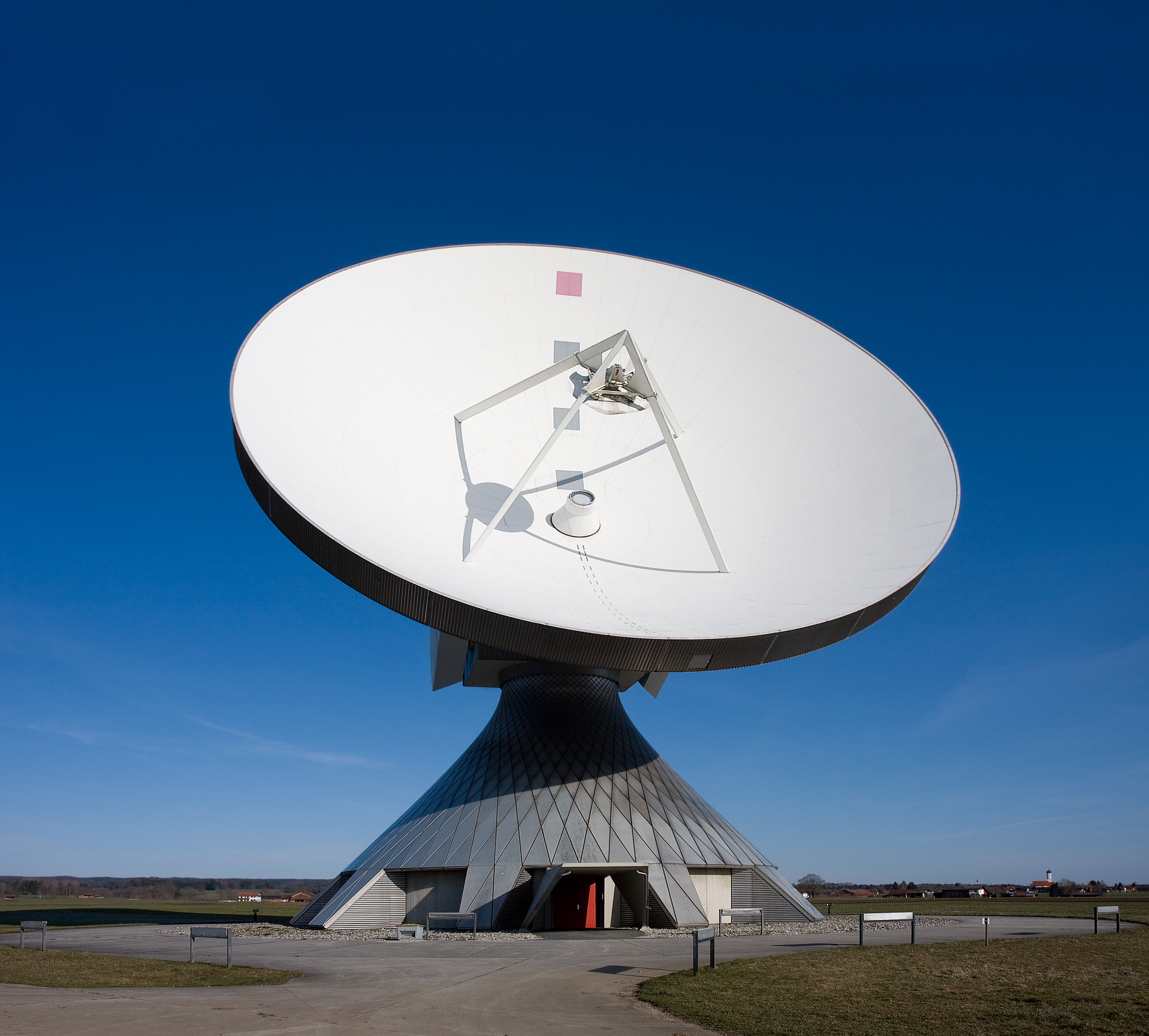
Erdfunkstelle Raisting是世界上最大的人造卫星通讯用抛物面天线，位于德国巴伐利亚州的赖斯廷。

## 抛物面天线
抛物面天线是一种将在电磁波谱上的超高频用于无线电、电视、数据通讯的高增益反射天线，也常被用来做无线电定位(雷达)。在相对较短的波长的频率下的电磁辐射允许适当大小的反射镜实现高效率的定向接收和定向发射。

## 无线能量传输
微波能量输送 (MPT)是使用微波通过外层空间或者大气层而不是用电缆来传输能量。这是广义上的无线能量传输的一个子类型方式。

### 历史
从第二次世界大战开始，就看到了以空腔磁控管的高能微波发射体开始发展, 以微波作为能量传输的方式就已经开始研究。在1964年William C. Brown 展示了一架装备了组合天线和整流器被称为整流天线的微型直升机。整流天线将空间的微波能量转化为直流能量，从而使微型直升机飞行。原则上说，在最佳情况下，整流线圈能保证高达超过90%的转换效率。
当前提出的许多关于MPT的建议都包含了一个利用相控阵的微波发射装置。While these have lower efficiency levels they have the advantage of being electrically steered using no moving parts, and are easier to scale to the necessary levels that a practical MPT system requires. 
使用微波输电至社区从而不用建设基于线缆的基础设施已经在留尼汪开始进行研究。

### 安全困扰
有些人担心微波因为其辐射而危险，也因为微波炉的原因使得公众也这样认为。但是只有高能微波才会变得有害和危险，比如美军的主动拒绝系统，而MPT一般只需要低强度的微波经由整流天线。
虽然这样的微波强度相对于微波炉的微波泄漏来说是非常安全的，并且危害也仅仅稍微多于移动电话，相对分散的微波束需要一个大型整流天线去传输大量的能量。
研究涉及到暴露在高强度微波辐射下的实验动物的几代健康水平，并且没有发现健康问题。

### 利用前景
将MPT用来从太阳能发电卫星或者其他轨道能源系统传输能量到地球表面人类居点已经在各方面达成一定的共识。MPT也偶然被提到过用以微波束驱动方式为太空飞船提供轨道变换所需的动力能量。虽然激光更加被人们所认识，但是因为其在产生光和接收能量上的低效率问题，使得一些设计者偏向选择基于微波的传输系统。

### 研究现状
1975年就已完成的位于加利福尼亚的Goldstone达到了数万千瓦，最近在留尼旺岛的格朗巴桑的实验都已经证明了利用微波实现无线能量传输的可行性。

## 微波射频中继

### 微波链路
链路微波是一种在广播电视领域对无线中继方式传输信号的一种非正式称呼。目前常见的产品大部分基于COFDM方式。当然基于3G等方式也是可以的。

#### 微波链路的性能
- 涉及视线传播的通讯技术
- 较大的受到各种环境影响比如雨衰
- 穿透能力有限
- 有感于高浓度花粉计数
- 信号会因为太阳风而衰减 [7]

#### 采用的微波链路
- 人造卫星与地面基站之间的通讯
- 全球移动通信系统,即GSM
- 短距离室内通讯